# Elizabeth Taylor
Dame Elizabeth Rosemond Taylor (London, Anglia, 1932. február 27. – Los Angeles, Kalifornia, 2011. március 23.) kétszeres Oscar-díjas és Golden Globe-díjas angol–amerikai színésznő. Bár nevének közismert rövidítése „Liz Taylor” volt, egyik utolsó interjújában kijelentette: „Utálom, ha Liznek hívnak, mert úgy hangzik, mintha valaki kígyó módra sziszegne nekem.”
Gyerekszínészként kezdte a művészi pályát, és sikerült zökkenőmentesen átváltania a felnőtt szerepekre. Sokak szemében ő testesíti meg a klasszikus hollywoodi sztár fogalmát: gyönyörű, tehetséges, sikeres, gazdag, mindezen jellemzőkhöz pedig viharos magánélet és különféle sztárallűrök társulnak. Fénykorában a média a világ legszebb asszonyaként emlegette. Világhírű rendezőkkel és kollégákkal dolgozott együtt, és közülük nagyon sokan úgy nyilatkoztak, hogy a színésznő Elizabethet nem szabad összekeverni a sztár Elizabethtel: számos nagynevű pályatársával ellentétben ugyanis Taylor a forgatásokon időben és felkészülten jelent meg, nem volt jellemző rá a késés, mindig hibátlanul tudta a szövegét, és ritkán kellett miatta megismételni egy-egy felvételt, egyszóval abszolút profi volt.
Nyolcszor kötött házasságot, ebből kétszer Richard Burton színésszel. Különleges ritkaságokat is tartalmazó ékszerkollekciója mellett műkincsgyűjteménye szintén nevezetes. Népszerűségét és pénzét szívesen áldozta jótékony célokra: különösen az AIDS betegség kutatását és a betegek gyógyítását támogatta kiemelten és folyamatosan. A színésznő saját bevallása szerint családja és a HIV/AIDS Alapítványnál dolgozó emberek jelentették számára az egész világot. Az Amerikai Filmintézet listáján Elizabeth Taylor a 7. helyet foglalja el minden idők legnagyobb színésznő-legendái között. 1999-ben II. Erzsébet brit királynő lovagi rangra emelte, így azóta a színésznőt a „Dame” cím is megilleti.
A kétszeres Oscar-díjas angol-amerikai színésznő a kaliforniai Cedars-Sinai kórházban halt meg 2011. március 23-án, szerdán. Az amerikai ABC televízió állítása szerint a halálos ágyánál voltak gyermekei, Michael Wilding, Christopher Wilding, Liza Todd és Maria Burton. Liz Taylornak tíz unokája és négy dédunokája is van. Hat héttel a halálát megelőzően szállították kórházba szívelégtelenség miatt.

## Pályafutása

### A gyermekkor
Taylor édesapja, Francis Lenn Taylor (1897–1968) műkincskereskedő volt, édesanyja, Sara Viola Warmbrodt (1896–1994, művészneve: Sara Sothern) színpadi színésznő, aki 1926-ban kötött házassága után hátat fordított a színjátszásnak, és a családi életre koncentrált. A házaspárnak Elizabeth előtt egy fia is született 1929-ben, Howard Taylor. A három évvel később világra jött kislány két keresztneve, az Elizabeth Rosemond az apai nagymamától származik. Elizabeth háromévesen balettórákra kezdett járni. Nem sokkal a második világháború kitörése után a szülők úgy döntöttek, hazatérnek az Egyesült Államokba. Az anya előreutazott a gyerekekkel, mivel Francisnek előbb meg kellett szerveznie, hogyan telepítse át londoni galériáját a tengerentúlra. A család Los Angelesben telepedett le, ugyanis Sara szülei akkoriban ott éltek. Az ambiciózus mama elhatározta, hogy sztárt csinál szép és engedelmes kislányából. Elsőként az Universal ajánlott filmszerepet és szerződést a gyereknek, aki kilencévesen állt először a kamerák elé. A szerződést azonban hamarosan felbontották. A mama kitartásának hála, Elizabethnek rövidesen egy másik nagy stúdió, az MGM kínált munkát. Mindjárt az első film, a Lassie hazatér (1943) felhívta a közönség figyelmét a bájos gyermekre. Elizabeth a forgatáson összebarátkozott partnerével, a nálánál 4 évvel idősebb gyereksztárral, Roddy McDowall-lel, és barátságuk tartósnak bizonyult. Következő fontos filmje A nagy derbi (1944) volt, melyben egy olyan kislányt játszott, akinek az az álma, hogy kedvenc lovával induljon egy derbin. Elizabeth partnere a korszak másik gyereksztárja, Mickey Rooney volt. A szívmelengető alkotás akkora siker lett, hogy az MGM hosszú távú szerződést ajánlott a fiatal lánynak. Az már csak mellékes gesztus volt, hogy a forgatás befejeztével hazavihette a lovat, melyet annyira megkedvelt. A filmgyártó cég természetesen fontosnak tartotta, hogy sztárjelöltje elvégezze az iskolát is: Elizabeth 1950. január 26-án vette kézhez diplomáját.[forrás?] Noha addig is több filmben szerepelt, karrierje az 1950-es években kezdett igazán felfelé ívelni.

### A papa kedvencétől az Oscar-jelölésig

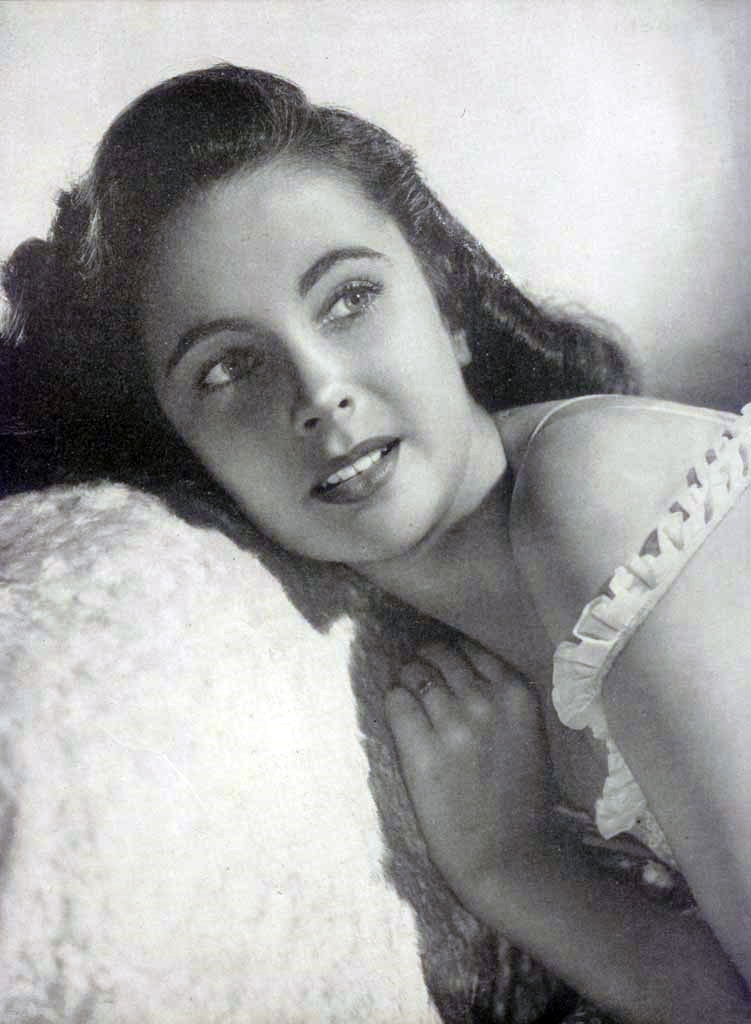
Elizabeth Taylor az Argentin Magazine 1947. júliusi számában

1950-ben mutatták be a Papa című kedves vígjátékot, melyben Elizabeth játszotta a fiatal Kay Bankset, akinek édesapja (Spencer Tracy) nehezen barátkozik meg a gondolattal, hogy imádott lánykája férjhez megy. A sikernek köszönhetően a következő évben megszületett a folytatás, A papa kedvence (1951), amelyben az újdonsült fiatalasszony unokával kívánja megajándékozni édesapját. Theodore Dreiser regénye alapján készült George Stevens Egy hely a nap alatt (1951) című alkotása, melyben Elizabeth drámai szerepkörben mutatkozott be, és meggyőzően bizonyította, hogy felnőtt színészként is megállja a helyét. Partnere a korszak egyik legvonzóbb és legtehetségesebb színésze, Montgomery Clift volt. A két művész remekül megértette egymást a forgatáson kívül is, sőt Elizabeth szerelmes lett jóképű kollégájába. Barátságukat nem tette tönkre az a felismerés sem, hogy Clift homoszexuális volt, amit persze karrierje érdekében gondosan titkolni kellett. Richard Thorpe Ivanhoe (1952) című kalandfilmjét Angliában forgatták. A címszerepet játszó Robert Taylor csupán névrokona Elizabethnek. William Dieterle Elefántjárat (1954) című alkotásában eredetileg Vivien Leigh volt a női főszereplő, aki egészségi problémái miatt megvált a produkciótól. Szerepét Taylor vette át, bár néhány jelenetben felhasználták a Leigh-jel felvett képsorokat is. 1954-ben került a mozikba Richard Brooks Amikor utoljára láttam Párizst című romantikus filmdrámája, melynek cselekménye a II. világháború utáni Párizsban játszódik. Charles, az író (Van Johnson) és a gazdag Helene (Elizabeth Taylor) szerelmének krónikáját a közönség kedvezően fogadta. Az újabb nagy szerepet azonban megint George Stevens kínálta a színésznőnek az Edna Ferber regénye alapján készült Az óriás (1956) című filmeposzban. A történet egy texasi földbirtokos család három nemzedékének históriája. Taylor olyan partnereket kapott a filmben, mint Rock Hudson és a már akkor legendának számító James Dean. Mindkettőjükkel összebarátkozott, noha bennfentesek azt beszélték, hogy a két férfi viszont nem nagyon kedvelte egymást. Taylort rendkívül megrázta, hogy Dean nem sokkal a forgatás befejezése előtt tragikus autóbalesetben elhunyt. A tragédia megnövelte a film iránti amúgy sem csekély érdeklődést, és Az óriást 10 kategóriában jelölték Oscar-díjra. Taylor nyilvánosan fejezte ki méltatlankodását, hogy Dean végül nem kapta meg posztumusz az Oscart.
A színésznő karrierjén Az óriás nagyot lendített: egymást követték híres filmjei és nagy alakításai. Az Esőerdő megye (1957) a legendás Elfújta a szél (1939) nyomdokain haladó, nagyszabású polgárháborús dráma. Taylor alakította a gazdag Susanna Drake-et, aki elhódította a főszereplő Johnt valódi szerelmétől, a háború azonban a házaspár életét is alapvetően megváltoztatja. Johnt Montgomery Clift játszotta. A színész a forgatás időszakában súlyos autóbalesetet szenvedett, néhány perccel azután, hogy távozott Taylor villájából egy esti összejövetelről. A balesetnek szemtanúja volt egy másik vendég, Kevin McCarthy színész, aki kocsiján azonnal visszahajtott a villába, hogy értesítse Taylort és akkori férjét a sajnálatos eseményről. Bármennyire megrémült Elizabeth attól, hogy alig 1 évvel Dean halála után egy másik barátját is hasonló tragédia éri, azonnal autóba ült, és a baleset helyszínére hajtott. Szinte az utolsó pillanatban érkezett: ő távolította el Clift torkából azt a két fogat, melyek a balesetben letörtek, és kis híján a színész fulladásos halálát okozták. Clift megmenekült, arcának egyik fele azonban maradandóan összeroncsolódott: állítólag később mindegyik filmjében már csak profilból tudták fényképezni. Taylor az Esőerdő megyében nyújtott alakításáért megkapta első Oscar-jelölését. Pályáján ezután két olyan film következett, melyek Tennessee Williams – szintén egy homoszexuális híresség – drámái alapján készültek, és mindkettőben felbukkan a homoszexualitás motívuma, a kor szigorú hollywoodi erkölcseinek megfelelően persze csak nagyon áttételesen. A Macska a forró bádogtetőn (1958) hősnője, Maggie az idős Harvey Pollitt (Burl Ives) kedvenc fiának, az alkoholista Bricknek (Paul Newman) a felesége, ám a házaspár elhidegült egymástól. Pollitt minden vágya azonban, hogy Brick is unokával ajándékozza meg, akárcsak másik fia. Ez a kívánság régi sérelmeket, eltemetett érzelmeket hoz a felszínre. Richard Brooks drámája jelentős szakmai és közönségsikert aratott: 6 Oscar-jelölést kapott, többek között nevezték a rendezőt és a két főszereplőt is. A közönség fokozott érdeklődésében némi szerepet játszott az is, hogy elterjedt a hír, miszerint a film számos jelenetében Elizabeth csupán egy rendkívül szűk, szexis kombinét visel: a korabeli szigorú cenzúra mellett ez igen nagy erotikus merészségnek számított. A Múlt nyáron, hirtelen (1959) fekete-fehér pszichológiai dráma: a gyönyörű Catherine (Taylor) ideg-összeroppanást kapott, miután szemtanúja volt unokatestvére, Sebastiane szörnyű halálának a közös vakációjukon. A halott fiú édesanyja (Katharine Hepburn) pszichiáterhez (Montgomery Clift) viszi a lányt, hogy kiderüljön, mi is történt valójában azon a borzalmas tavaly nyáron. Hepburnt és Taylort játékukért Oscar-díjra jelölték: Taylornak ez a harmadik jelölése volt, partnernőjének pedig a nyolcadik.

### Oscartól Oscarig: a '60-as évek

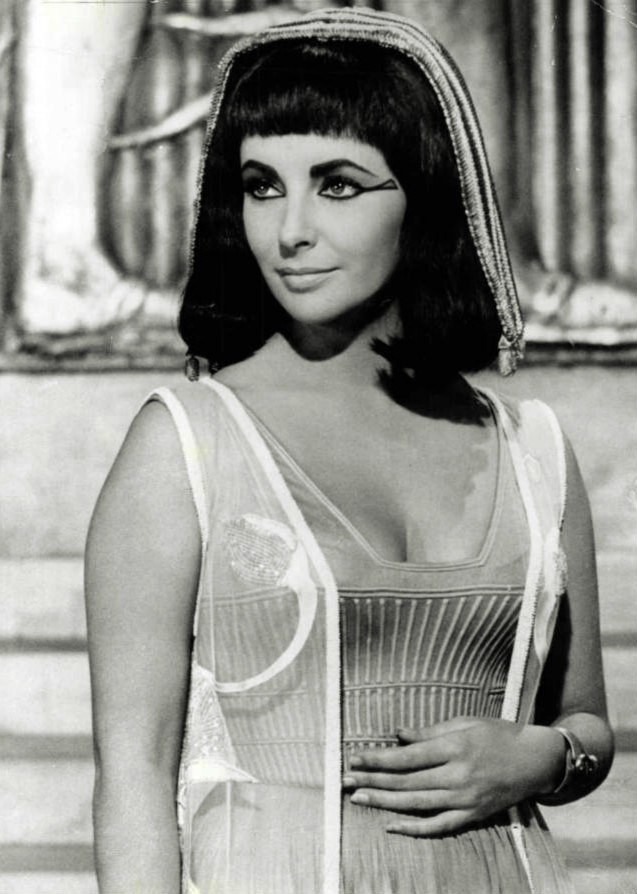
Az 1963-as Kleopátra címszerepében

Taylor eredetileg el sem akarta vállalni a Modern kaméliás hölgy (1960) című filmet, amelyért végül megkapta első Oscar-díját. Bennfentesek szerint két komoly indoka volt az elutasításra: az egyik, hogy akkoriban az Egyesült Államokban laza erkölcsű nőnek tartották, mert állítólag elszerette Debbie Reynolds színésznő férjét, az énekes sztár Eddie Fishert, a Modern kaméliás hölgyben pedig pont egy laza erkölcsű nőt, egy luxusprostituáltat kellett játszania. Nem volt mellékes szempont az sem, hogy legutóbbi filmszerepei révén már nagy sztárnak számított, ám a régi szerződése volt érvényben, vagyis gázsija mindössze 125 ezer dollár volt. A színésznő egy igen exkluzív szerződési ajánlatot kapott a Fox filmvállalattól a Kleopátra című filmre, ha viszont nem teljesítette volna az MGM-mel szembeni szerződéses kötelezettségét, 2 év felfüggesztés várt volna rá. Ezért inkább elvállalta Modern kaméliás hölgyet. Fogadkozott ugyan, hogy pokollá teszi a forgatást, amiért az MGM belekényszerítette a filmbe, fenyegetőzéseit azonban nem váltotta be.
A 125 ezer dollár valóban csak zsebpénz volt ahhoz az egymillió dollárhoz képest, amit a Fox ajánlott számára a Kleopátra címszerepéért. Taylor volt az első színész, aki ilyen rekordösszeget kapott egy filmszerepért, ügyes ügyvédje pedig olyan szerződést kötött, mely szerint a művésznő a bevétel 10%-át is megkapja, a forgatás időszaka alatt pedig gyakorlatilag minden költségét a Fox fizeti. (Állítólag Taylor összesen 7 millió dollárt keresett a filmen.) A filmgyár elég rossz anyagi helyzetben volt, azt remélték, a Kleopátra éppúgy kihúzza őket a bajból, mint néhány évvel korábban a Ben-Hur (1959) az MGM-et. Ehhez persze egy nagy sztárra volt szükség, és Liz Taylornál alkalmasabb személyt akkoriban nem találtak volna. A rendezésre Rouben Mamouliant kérték fel. Caesar szerepét Peter Finch kapta, Antoniusét pedig a Ben-Hurból is ismert Stephen Boyd. Forgatási helyszínnek Londont választották. Már álltak a díszletek, kezdődhetett volna a munka, amikor Taylor influenzás lett. Állapota az antibiotikumok ellenére fokozatosan romlott, kétoldali tüdőgyulladást kapott. A Fox illetékesei az ideg-összeroppanás határán álltak, hiszen Taylor betegsége több mint százezer dolláros veszteséget jelentett naponta, mivel a címszereplőre majdnem minden jelenetben szükség lett volna. Az orvosok többhetes pihenőt írtak elő a sztárnak. A biztosítótársaságok ragaszkodtak ahhoz, hogy Taylort cseréljék le, ám a Fox elnöke úgy vélte, csak Liz tudja megmenteni a vállalatot a csődtől. Ez az állapot azonban vészesen közeledett: 7 millió dollár körül jártak már a kiadások, miközben a forgatás igazából még el sem kezdődött. A helyzetet súlyosbította, hogy lejárt a Pinewood stúdióval kötött bérleti szerződés, új forgatási helyszínt kellett keresni. A tétlenségbe belefáradt Mamoulian lemondott a rendezésről. A helyére Joseph L. Mankiewicz – a Múlt nyáron, hirtelen rendezője – lépett, aki vállalta a forgatókönyv átírását is. Nem sokkal 28. születésnapja után Elizabeth egyik reggel rosszul lett a szállodai szobájában, levegő után kapkodott: életét csak a gyors gégemetszés mentette meg, amit a szálloda orvosa hajtott végre. Állapota ennek ellenére napokig válságos volt: a média óráról órára drámai tudósításokat közölt a színésznőről. A kis híján tragikusan végződött betegség pozitív hozadéka az volt, hogy Liz visszanyerte az emberek szimpátiáját, melyet a Fisherrel való kapcsolata miatt veszített el. Ő maga később azt mondta, hogy szerinte a Modern kaméliás hölgy-ért kapott Oscar-díja is inkább szólt az egészségi állapotának, semmint az alakításának.
Az orvosok féléves pihenőt tanácsoltak. A Fox vezetősége kénytelen volt beletörődni ebbe, és ezt az időt arra használták fel, hogy új díszletet építtessenek Rómában, a Cinecittà stúdióiban. Az már csak hab volt a tortán, hogy mire elkezdődhetett volna az olaszországi forgatás, a két férfi főszereplőnek egyéb kötelezettségei miatt el kellett hagynia a Kleopátra stábját. Caesar szerepét ezután Rex Harrison, Antoniusét pedig Richard Burton kapta. A római forgatás feszített tempóban és feszült hangulatban zajlott. A Fox a költségek miatt türelmetlenkedett, és Mankiewicz csak úgy bírt lépést tartani a filmgyár által diktált tempóval, hogy majdhogynem előző éjszaka írta azt, amit másnap leforgatott. Ez a fajta improvizáció azonban csak növelte a költségeket, hiszen jó néhány, később feleslegesnek bizonyult jelenetet is felvettek emiatt. További problémát jelentett, hogy a forgatáson szerelem bontakozott ki Taylor és Burton között. Mindketten házasok voltak, ezért nagyszabású botrány volt kilátásban, ami kedvezőtlenül befolyásolhatta volna a forgalmazást. A médiának köszönhetően a botrány nem is maradt el: a Vatikán például nyilvánosan elítélte a szerelmespárt, az Egyesült Államokban pedig olyan indítványok hangzottak el, hogy vonják vissza Burton vízumát, Taylort pedig nyilvánítsák nemkívánatos személynek. Az óriási médiacirkusz a várakozásokkal ellentétben pozitív eredménnyel járt: a közönség a premier után tódult a mozikba, hogy lássa a több mint négyórás (eredeti változatában 320 perces!) szuperprodukció botrányos szerelmespárját. A kritikák többsége viszont lesújtó volt, és Taylort – reményeivel ellentétben – nem jelölték újra Oscar-díjra. A közönség érdeklődése is hamar alábbhagyott, és a Kleopátra csak évekkel később vált legendává, és hozta vissza busásan a 44 millió dolláros (1999-es árfolyamon: 270 millió dollár!) gyártási költségét a video- és DVD-forgalmazás révén.

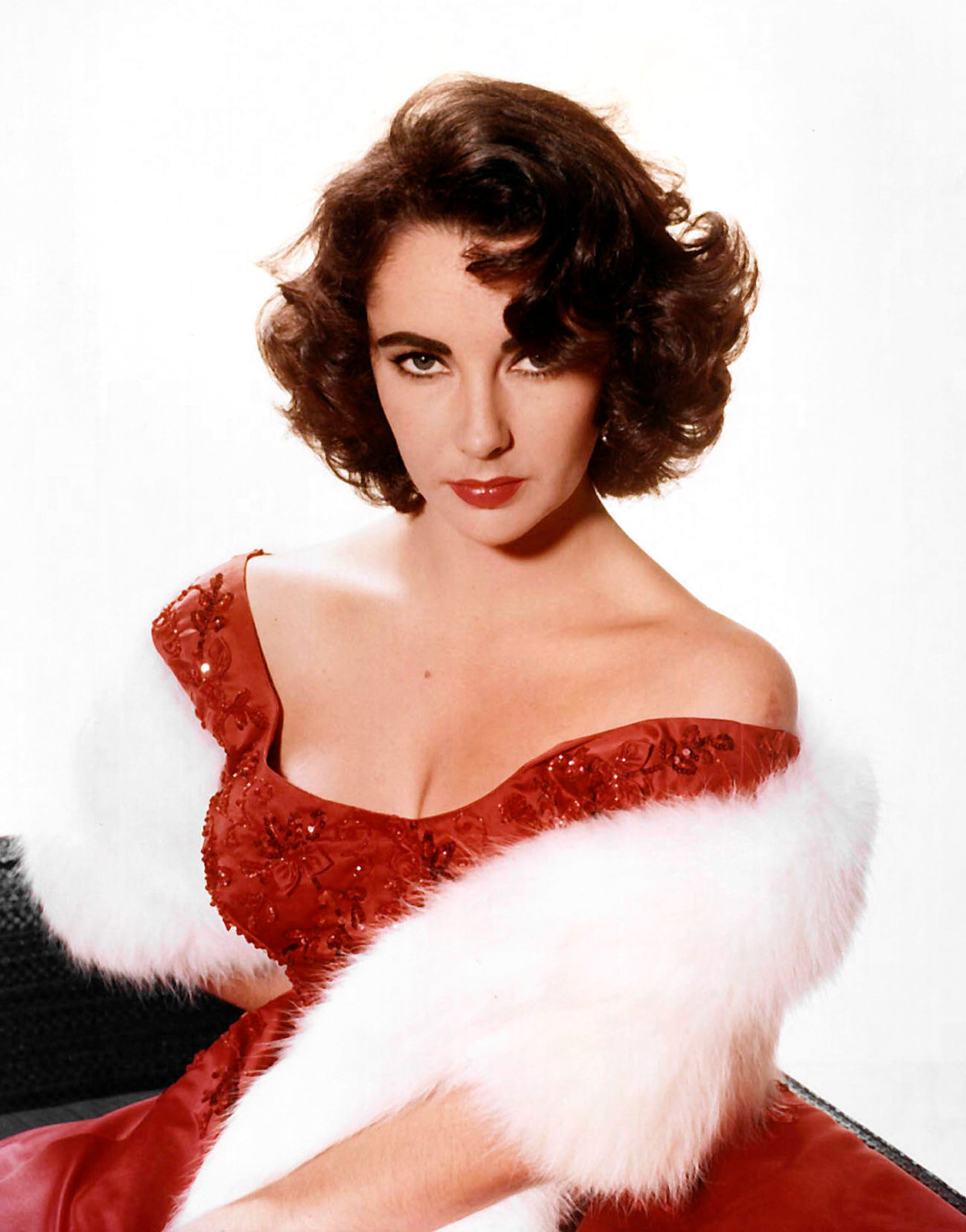
Stúdióportré a művésznőről

A Taylor–Burton-páros a Kleopátra után további filmeket forgatott együtt. A fontos személyek (1964) és az Út a szeretet felé (1965) kedvezőtlen fogadtatása arra utalt, hogy talán nem jó ötlet, ha közösen filmeznek, noha számukra anyagilag határozottan kifizetődő. Judith Crist, a neves amerikai filmkritikus például így írt az Út a szeretet felé című filmről: „Miss Taylor és Mr. Burton egymillió 750 ezer dollárt kapott ezért a filmért. Ön se érje be kevesebb pénzzel, hogy megnézze ezt az alkotást.” Az igazi elismerést a következő két film, a Nem félünk a farkastól (1966) és A makrancos hölgy (1967) hozta meg a művészeknek, akik időközben összeházasodtak. A Nem félünk a farkastól Edward Albee Magyarországon is sokszor játszott színdarabjának filmváltozata, cselekménye egyetlen éjszaka alatt játszódik. A korosodó házaspárhoz vendégségbe érkezik egy fiatal házaspár. A vendéglátók, George és Martha szeretettel és gyűlölettel teli kapcsolata tárul fel a meghívottak, Nick és Honey (meg persze a nézők) előtt. Bár a szereposztás mai szemmel nézve igazán ideálisnak mondható, a Warner illetékesei eredetileg csak Elizabeth Taylort kívánták szerződtetni: George szerepét Jack Lemmonnak, Nickét Robert Redfordnak szánták. Mivel mindketten visszaléptek, új színészeket kellett keresni. Burton Elizabeth javaslatára került a stábba. Kettőjük közül Liz volt a nagyobb sztár: Burton 750 ezer dollárjával szemben Taylor egymillió 100 ezret kapott, továbbá 10%-os bevételrészesedést, valamint azt a jogot, hogy az ő neve szerepeljen legfelül a plakátokon. Taylor ragaszkodott ahhoz is, hogy Mike Nichols üljön a rendezői székbe. Javaslatát némi huzavona után elfogadták: Nichols elismert rendező volt a Broadway-n, ha filmrendezői tapasztalatai nem is voltak, nevének presztízse sokat számított. A másik házaspárt Sandy Dennis és George Segal játszották. Elizabeth a szerep kedvéért hízókúrába kezdett, hogy hitelesen el tudja játszani a valós életkoránál majdnem két évtizeddel idősebb, slampos, kövér és alkoholista Marthát. (A médiapletykák szerint az italozásra nem kellett külön felkészülnie, ezen a téren állítólag a magánéletben is méltó párja volt a híresen nagyivó Burtonnek.) A filmdráma nagy szakmai és közönségsiker lett, 13 kategóriában jelölték Oscar-díjra, köztük mind a 4 főszereplőt. Csak a hölgyek, Liz és Sandy nyerték el a díjat, de különböző okokból egyikőjük se volt jelen a díjkiosztó gálán. A makrancos hölgy William Shakespeare vígjátékának pergő, látványos, szellemes és főleg igényes adaptációja volt az elismert Shakespeare-szakértő, Franco Zeffirelli rendezésében. A XVI. századi Páduában játszódó kosztümös komédiában Elizabeth alakította a címszerepet, a csípős nyelvű Katát, akit a Burton által megformált Petruchio végül megzaboláz és az oltár elé vezet. A házaspár producerként is közreműködött a film elkészítésében. Noha Elizabeth és Richard ezt követően még néhány filmben együtt szerepelt, ezek az alkotások már nem értek fel a Nichols- és a Zeffirelli-mű színvonaláig. Taylor számára Martha megformálása volt pályafutása csúcsa: egyetlen későbbi szerepével sem tudott e csúcs közelébe jutni, bár volt még néhány figyelemre méltó alakítása.

### Egyéb figyelemre méltó szerepek
John Huston Egy arany szem tükrében (1967) című, Carson McCullers regénye alapján készült filmjében Elizabeth egy katonatiszt feleségét játszotta, akinek a férje különös érdeklődést mutat az egyik fiatal katona iránt. Taylor csak azért vállalta a szerepet, hogy munkához juttassa barátját, Montgomery Cliftet, aki időközben szenvedélybeteggé vált. A színésznő úgy vélte, a munka újra meghozná Clift vitalitását, és amikor a filmmogulok ódzkodtak a megbízhatatlanná vált színész szerződtetésétől, Elizabeth saját gázsiját ajánlotta fel biztosítékul. Egyéb elkötelezettségei miatt azonban a forgatás megkezdése jócskán elhúzódott, és Clift még a munka megkezdése előtt elhunyt. A neki szánt szerepet Marlon Brando kapta, a fiatal katonát – aki titkos hobbiként meztelenül lovagol az erdőben – Robert Foster formálta meg. Nagy arculcsapás volt Liz számára, hogy férje, Richard Burton volt a leginkább ellene annak, hogy Taylor megkapja Boleyn Anna szerepét az Anna ezer napja (1969) című történelmi drámában. Burton szerint neje öreg és kövér volt a szerepre, ám a kegyetlenül hangzó szavak őszinték voltak. (Martha eljátszása után ugyanis Liz soha többé nem nyerte vissza régi, karcsú vonalait.) A VIII. Henriket játszó Burton mellé végül Taylor helyett Geneviève Bujold kanadai színésznőt szerződtették, akit alakításért később Golden Globe- és Oscar-díjra jelöltek.
Az X, Y és Zee (1972) című filmben Taylor egy megcsalt feleséget játszott, aki minden eszközt megragad, hogy férje (Michael Caine) szeretőjét (Susannah York) eltávolítsa az útból. A mi erdőnk alján (1972) Dylan Thomas drámájából készült, a színésznő partnere: Peter O’Toole. (Narrátor: Richard Burton) A történet egyetlen nap alatt játszódik egy walesi halászfaluban. A Hamvazószerda (1973) című drámában Taylor egy olyan asszonyt alakított, aki plasztikai műtétet végeztet, hogy újra felkeltse férje (Henry Fonda) érdeklődését, helyette azonban egy fiatalember (Helmut Berger) figyelmét kelti fel. A valódi férj, Richard Burton egy 2004-ben elárverezett levele szerint Liz rosszat tett a karrierjének azzal, hogy elvállalta ezt a szerepet, a színésznőt mindenesetre Golden Globe-díjra jelölték ezért az alakításáért. Amerikai–szovjet koprodukcióban készült a Kék madár (1976) című mesefilm, Maurice Materlinck művének harmadik filmváltozata. Amerikai részről Taylor mellett Ava Gardner, Jane Fonda és a még gyerek Patsy Kensit voltak a sztárok, orosz részről Nagyezsda Pavlova balett-táncosnő és Oleg Popov bohóc. A rendező: George Cukor. A filmet a Szovjetunióban forgatták, ahol a hollywoodi sztárok elkényeztetett gyomra nehezen viselte a nehéz orosz konyha fogásait, és a stáb több tagja megbetegedett. Egyébként az elkészült film nem lett sikeres.

### Az 1980-as évektől napjainkig

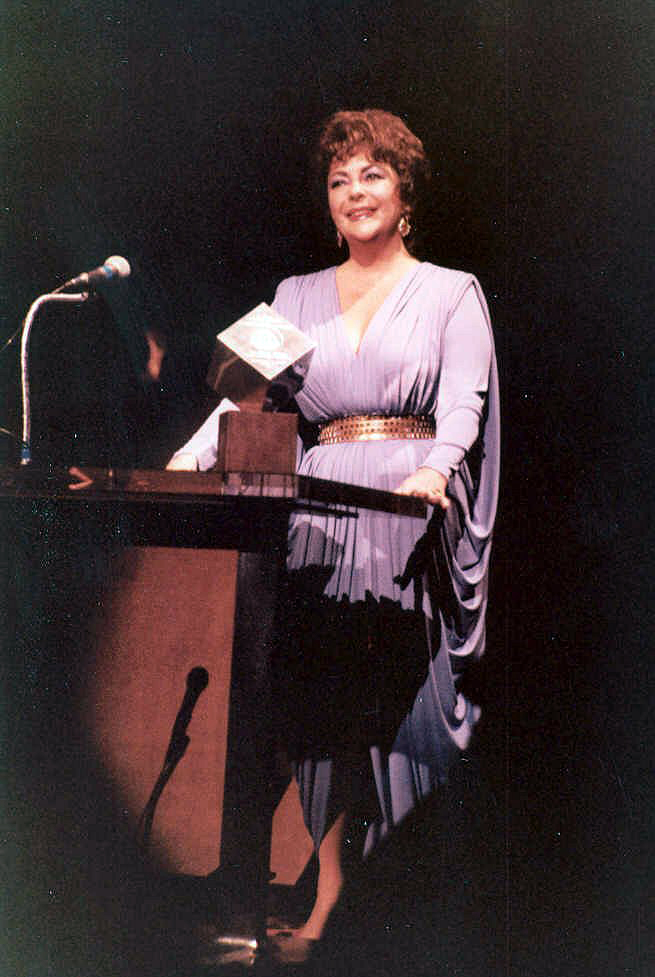
Elizabeth Taylor 1981-ben

Agatha Christie Miss Marple-történeteinek egyikéből forgatták A kristálytükör meghasadt (1980) című krimit, melyben Liz egy békés angol faluba visszavonult filmcsillagot alakított, akinek azonban valaki az életére tör. Partnerei javarészt olyan kollégák voltak, akik hozzá hasonlóan már túljutottak pályájuk csúcsán: Rock Hudson, Tony Curtis és Kim Novak, de szerepelt a filmben Geraldine Chaplin és Edward Fox is. Miss Marple: Angela Lansbury. A visszatérését tervezgető filmcsillag szerepét eredetileg egyébként nem is Liznek, hanem Natalie Woodnak szánták, aki azonban anyagi és egyéb problémák miatt lemondta a felkérést. Elizabeth ezután évekig csak tévés produkciókban kapott szerepet, pedig nagyon szeretett volna újra tündökölni a filmvásznon is. Két évtizeddel A makrancos hölgy után Franco Zeffirelli ismét forgatni hívta őt Az ifjú Toscanini (1988) című filmjébe, amely azonban csúfosan megbukott az 1988-as velencei filmfesztiválon. A bukás egyik oka maga Taylor volt: korabeli fesztiválbeszámolók szerint a díszbemutató közönsége hangosan nevetett a színésznő jelenetei alatt. A következő évben Nicolas Roeg Alexandra Del Lago szerepére hívta Taylort Az ifjúság édes madara című nevezetes Tennessee Williams-dráma tévés feldolgozásába. Elizabeth először elutasította a felkérést, mivel a forgatókönyv szerint félmeztelenül kellett volna mutatkoznia, és merész ágyjelenetei lettek volna a nála közel 20 évvel fiatalabb Mark Harmonnal. A szkriptet azonban kívánságainak megfelelően átdolgozták, ám a produkciónak nem lett különösebb visszhangja. A Flintstone család (1994) a Magyarországon is népszerű rajzfilmsorozat nyomán készült, ebben Taylor Frédi anyósát alakította. 2001-ben a színésznő az Öreg díva nem vén díva című tévéfilmben állt (betegsége miatt inkább: ült) a kamerák elé. Néhány évtizeddel korábban ez a film biztosan nagy szenzáció lett volna, hiszen Elizabeth mellett olyan sztárok szerepeltek benne, mint Shirley MacLaine, Joan Collins és Debbie Reynolds, az új évezredben azonban csak szolid visszhangja volt. A pletykasajtó is csak röviden emlékezett meg arról, hogy az Eddie Fisher-ügy miatt egykoron haragosoknak számító Reynolds és Taylor a jelek szerint békét kötöttek, sőt a mű forgatókönyvét Reynolds lánya (Taylor keresztlánya), Carrie Fisher írta.

## Magánélet

### Kamaszszerelmek
Taylor magánélete évtizedeken keresztül a pletykasajtó állandó témája volt, a művésznő pedig mindig gondoskodott a szenzációról. Biográfusai szerint első szerelme Glenn Davis, amerikaifutball-sztár volt. Romantikus kapcsolatuk akkor sem szakadt meg, amikor a fiatalembert behívták katonának, és Koreába vezényelték. A kapcsolatból mégsem lett házasság, mert feltűnt a színen Bill Pawley, egy milliomoscsemete, aki könnyedén elfoglalta a katonaként szolgáló Davis helyét Elizabeth szívében, hiszen a fiatalember csak rövid időszakokra tudott hazautazni Koreából. Pawley értékes eljegyzési gyűrűje alapozta meg Elizabeth híres ékszerkollekcióját. A fiatalember és családja azonban ragaszkodott ahhoz, hogy a házasság után Taylor fordítson hátat a filmezésnek. Ezt a kívánságot viszont már Elizabeth édesanyja, Sara sem támogatta, mivel állítólag attól félt, hogy a filmgyárból érkező állandó jövedelem elveszítésével neki és férjének kizárólag a Pawley család nagylelkűségére kéne hagyatkoznia. A meghiúsult esküvő miatt azonban nem kellett sokáig búslakodni, mert újabb vagyonos udvarló tűnt fel a színen Nicky Hilton (1926–1969) személyében.

### Nicky Hilton
A fiatalember a nemzetközi szállodalánc, a Hilton megalapítójának és tulajdonosának, Conrad Hiltonnak a fia volt. Az udvarias és figyelmes Nicky ajándékokkal halmozta el a fiatal színésznőt, és ami fontos volt: sem ő, sem apja nem kifogásolták, hogy Elizabeth folytassa a művészi pályát. Mondani sem kell, hogy a Hilton fiú jóvoltából újabb drága ékszerek kerültek Taylor kollekciójába. Az esküvő olyan pazar volt, amit egy ilyen pár esetében el lehetett várni. A menyasszony gyöngyökkel kivarrt selyemruháját például két hónapon át több mint egy tucat varrónő készítette. Röviddel később azonban a házasság romokban hevert, Nicky megmutatta kevésbé rokonszenves arcát is, amiről addig csak a botránykrónikákban írtak. Amikor Elizabeth elvetélt a gyermekével, férje inkább izgalmas tengeri utazásra indult neje támogatása helyett: nyilvánvaló volt, hogy kapcsolatuk menthetetlen.

### Michael Wilding
Elizabeth érdeklődése ezután a nálánál jóval idősebb férfiak felé fordult. Anyja heves tiltakozása ellenére viszonyt kezdett Stanley Donen filmrendezővel, amely akkor ért véget, amikor a színésznő Angliába utazott az Ivanhoe forgatására. Egyik partnere a nála 20 évvel öregebb Michael Wilding volt, aki eleinte megpróbált józanul viselkedni, de végül nem bírt ellenállni fiatal partnernője szépségének és kitartó udvarlásának, merthogy ezt a viszonyt Taylor szorgalmazta igazán. Miután egybekeltek, Wilding igazi papucsférjnek bizonyult: nemcsak mindent ráhagyott ifjú nejére, hanem az általa biztosított luxus kényelmét élvezve még saját szakmája iránt is alig mutatott érdeklődést a továbbiakban. Házasságukból két fiúgyermek született: Michael Howard Wilding (1953. január 6.) és Christopher Edward Wilding (1955. február 27.). A szerelem lángja azonban fokozatosan kihunyt, és a pár elvált.

### Mike Todd

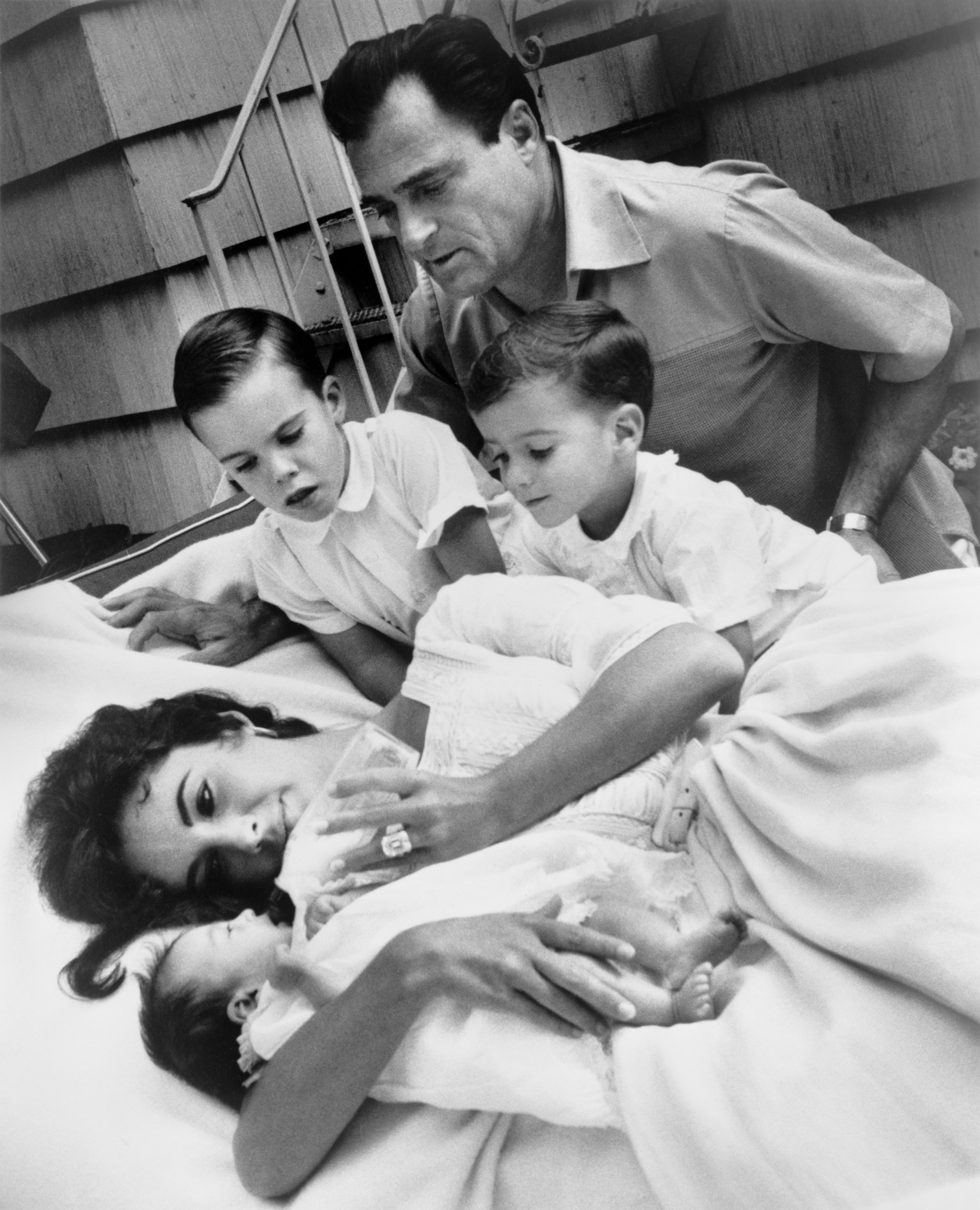
Elizabeth Taylor gyermekeivel és Mike Todd-dal

Elizabeth még Wilding feleségeként ismerkedett meg Mike Todd filmproducerrel. A kalandos életű Todd a figyelmesség ezer jelével, főleg drága ajándékokkal halmozta el a szépsége teljében lévő színésznőt. Nemcsak ékszerkollekcióját gyarapította, hanem műkincsgyűjteményét is értékes darabokkal alapozta meg. Az ő javaslatára lett Elizabeth Taylorból Liz Taylor. Esküvőt azonban jogi problémák miatt csak Mexikóban tudtak kötni: a káprázatos rendezvény vendégei között volt Mike jó barátja, Eddie Fisher slágerénekes és felesége, Debbie Reynolds színésznő. Liznek és Toddnak kislánya született, Elizabeth Frances (1957. augusztus 7.) Az idilli boldogságnak tragédia vetett véget: a férj 1958. március 22-én lezuhant a magánrepülőgépével, és teste szénné égett. Állítólag csak a jegygyűrűje alapján tudták azonosítani.

### Eddie Fisher
A kétségbeesett özvegyet férje legjobb barátja, Eddie Fisher vigasztalta. Oly eredményesen, hogy viszonyuknak rövidesen híre ment. Az emberek felháborodtak: az addig népszerű színésznőt a média hatására erkölcstelen és léha teremtésként kezdték emlegetni, aki fiatal kora ellenére nemcsak hogy háromszor ment már férjhez, de negyedik házasságkötése miatt egy házasembert akar elszakítani a családjától. A lapok előszeretettel közölték a megcsalt feleség fotóit a közös gyerekek társaságában. Fisher hiába bizonygatta, hogy tökéletesnek tűnő házassága már Elizabethtel való viszonya előtt tönkrement. Végül sikerült a válást elintézni, létrejött az újabb esküvő is, ám Fisher egyre kevésbé tudta azt a luxust biztosítani a felesége számára, amit az asszony Mike Todd mellett megszokott. Házasságukban egyre több probléma tört felszínre, ám a legnagyobb probléma a Kleopátra forgatása során lépett be az életükbe Richard Burton személyében.

### Richard Burton
Burton nagy nőcsábásznak számított, noha a Kleopátra forgatása idején már nős volt. Kölcsönösen felkeltették egymás érdeklődését: Burton állítólag elhatározta, hogy mindenképpen ágyba viszi Lizt, akinek viszont feltett szándéka volt, hogy csak azért is ellenáll az ostromnak. A röpke szenvedélyből hamar tartós szerelem lett, amiért mindketten meghozták az áldozatot. Egyikőjük válópere sem ment zökkenők nélkül, de végül megoldódott ez a kisebbnek mondható gond is. Nagyobb problémát jelentett a művészi presztízs kérdése. Burton elismert színész volt ugyan, de mindig is olyan nagy sztár szeretett volna lenni, mint a felesége. Hollywood legnagyobb és legjobban fizetett dívájaként Taylor viszont amiatt aggodalmaskodott, hogy valódi művészként nincs akkora rangja, mint Richardnak. Viharos viszonyukban hol építették, hol rombolták egymást: hogy „se veled, se nélküled” kapcsolatban éltek, azt mi sem bizonyítja jobban, mint az, hogy kétszer is összeházasodtak. Nem meglepő módon Taylor egy késői visszaemlékezésében mondta Burtonről; „Életem leghelyesebb döntése mindkétszer az volt, hogy esélyt adtam magunknak." Taylor mindent megtett annak érdekében, hogy színpadon is megállja a helyét Burton mellett, ezért folyamatosan képezte magát. Rossz nyelvek szerint a férje mellett szokott rá az ivásra, hogy ebben is méltó partnere legyen. Burton jóvoltából került Liz gyűjteményébe a világhírű, 69 karátos „Burton–Cartier gyémánt” és a 39 karátos „Krupp-gyémánt”. Közös filmjeik között világsikerek és kínos bukások egyaránt voltak. Közös gyermekük nincsen, de 1964-ben együtt fogadtak örökbe egy súlyos beteg német kislányt, akinek az egészségét bonyolult (és drága) műtétek sorozatával állíttatták helyre. A házaspár 1972-ben Magyarországon járt: Burton itt forgatta a Kékszakáll című filmjét, Elizabeth pedig elkísérte őt Budapestre, és a magyar fővárosban ünnepelte 40. születésnapját. Az eseményen számos világsztár tette tiszteletét, mint például Grace Kelly monacói hercegné.

### John Warner
John Warner az 1970-es évek elején az Amerikai Egyesült Államok haditengerészeti minisztere volt. Egy fogadáson ismerkedett meg a színésznővel, és viszonyuk hamar kibontakozott. Elizabeth támogatta a férfi politikai ambícióit, és oroszlánrésze volt abban, hogy Warnert 1978-ban Virginia szenátorává választották. A férfi legnagyobb ellenfele, Richard D. Obenshain egy légikatasztrófában elhunyt, és mivel Taylor egyik férje, Mike Todd hasonló körülmények között vesztette életét, mindenki nagyra értékelte azt a lelki és egyéb támogatást, amit Elizabeth Obenshain özvegyének nyújtott. Állítólag azonban a színésznő mind nehezebben viselte a politikusfeleségektől elvárt protokolláris kötelezettségeket és kötöttségeket, ezért a házasság végül válással ért véget.

### Larry Fortensky
Elizabeth az alkoholbetegek részére alapított Betty Ford Klinikán ismerkedett meg egy volt texasi építőmunkással, Larry Fortenskyvel. A 20 évvel fiatalabb férfivel állítólag remekül megértették egymást, és a korosodó színésznő úgy érezte, Fortensky mellett valósággal újjászületik. A korkülönbség mellett azonban a társadalmi különbségek is nagyok voltak, amelyeket a házasság nem bírt ki: 5 év múlva elváltak. Azóta többször is felröppent a pletyka, hogy Taylor kilencedszer is férjhez megy, de ezeket a híreszteléseket rendre megcáfolták. A legkülönösebb házassági ajánlat állítólag közeli barátjától, Michael Jacksontól érkezett, Liz azonban tréfának minősítette a javaslatot. Ugyanakkor nyilvánosan kiállt az énekes sztár mellett, amikor Jacksont gyermekmolesztálás vádjával perbe fogták.

### Zsidó elkötelezettsége
Eddie Fisher nevű férje kedvéért áttért a zsidó hitre, és cionista ügyekkel is lelkesen foglalkozott egész hátralévő életében. 1959-ben nagyszabású izraeli kötvényvásárlásai miatt az arabok bojkottálták a filmjeit. 1962-ben Egyiptomban betiltották teljes Kleopátra-sorozatát, s a kormány bejelentette, hogy ő is persona non grata Egyiptomban, mert „zsidó hitre tért és támogatja Izraelt”. A tilalmat 1964-ben feloldották, miután úgy gondolták, hogy a film kedvező publicitást hozott Egyiptomnak.
1974-ben ismét össze akart házasodni Richard Burtonnel, ezúttal Izraelben, de nem sikerült, mert Burton nem volt zsidó. Taylor segített zsidó pénzügyi szervezeteknek, mint például a Zsidó Nemzeti Alap, támogatta a szovjet zsidók kivándorlási jogát Izraelbe, de lemondta a látogatását a Szovjetunióba, mert az az ENSZ-ben elítéltette Izraelt a hat napos háború miatt, 1975-ben.
1976-ban felajánlotta cseretúsznak magát, az Entebbében foglyul ejtett több mint 100 izraeli civilért cserébe. A művelet sikere után, amelynek során a túszokat szabadon engedték, Kirk Douglasszel elkészítette a Győzelem Entebbé-ben című, 1977 januárjában sugárzott televíziós különkiadását. A szerepéről kijelentette: „nem tudtam lemondani erről a lehetőségről. Erős kötődésem van Izraelhez és szilárdan hiszek elkötelezettségemben a Entebbe-küldetésben.”

## Házasságai
Taylor nyolcszor ment férjhez hét férfihez:
- Conrad Hilton Jr., más néven: Conrad „Nicky” Hilton (1950. május 6. – 1951. január 29.) (elvált)
- Michael Wilding (1952. február 21. – 1957. január 26.) (elvált)
- Mike Todd (1957. február 2. – 1958. március 22.) (megözvegyült)
- Eddie Fisher (1959. május 12. – 1964. március 6.) (elvált)
- Richard Burton (1964. március 15. – 1974. június 26.) (elvált)
- Richard Burton (másodszor) (1975. október 10. – 1976. július 29.) (elvált)
- John Warner (1976. december 4. – 1982. november 7.) (elvált)
- Larry Fortensky (1991. október 6. – 1996. október 31.) (elvált)

## Filmjei
- 2003 God, the Devil and Bob (tévésorozat, a God’s Girlfriend című epizódban) (csak hang)
- 2001 Öreg díva nem vén díva (These Old Broads) (tévéfilm)
- 1994 A Flintstone család (The Flintstones)
- 1992 A Simpson család (The Simpsons) (tévésorozat, a Lisa's First Word című epizódban) (csak hang)
- 1989 Az ifjúság édes madara (Sweet Bird of Youth) (tévéfilm)
- 1988 Az ifjú Toscanini (Il giovane Toscanini)
- 1987 Poker Alice (tévéfilm)
- 1986 There Must Be a Pony (tévéfilm)
- 1985 Észak és Dél (North and South) (tévésorozat)
- 1985 Malice in Wonderland (tévéfilm)
- 1984 Hotel (tévésorozat, az Intimate Strangers című epizódban)
- 1983 All My Children (tévésorozat)
- 1983 Between Friends (tévéfilm)
- 1981 General Hospital (tévésorozat)
- 1980 A kristálytükör meghasadt (The Mirror Crack'd)
- 1979 Téli gyilkosságok (Winter Kills) (nem szerepel a stáblistán)
- 1978 Return Engagement (tévéfilm)
- 1978 Egy kis éji zene (A Little Night Music)
- 1976 Győzelem Entebbében (Victory at Entebbe) (tévéfilm)
- 1976 A kék madár (The Blue Bird)
- 1974 Identikit
- 1973 Hamvazószerda (Ash Wednesday)
- 1973 Night Watch
- 1973 Válik a férfi, válik a nő (Divorce His – Divorce Hers) (tévéfilm)
- 1972 Hammersmith Is Out
- 1972 A mi erdőnk alján (Under Milk Wood)
- 1972 X, Y és Zee (Zee and Co.)
- 1970 Az egyetlen játék a városban (The Only Game in Town)
- 1969 Anna ezer napja (Anne of the Thousand Days) (nem szerepel a stáblistán)
- 1968 Titokzatos szertartás (Secret Ceremony)
- 1968 Boom
- 1967 Szerepjátszók (The Comedians)
- 1967 Egy aranyszem tükrében / Tükörkép egy aranyos szempárban (Reflections in a Golden Eye)
- 1967 Doctor Faustus
- 1967 The Heart of Show Business (tévéfilm)
- 1967 A makrancos hölgy (The Taming of the Shrew)
- 1966 Nem félünk a farkastól (Who's Afraid of Virginia Woolf?)
- 1965 Út a szeretet felé (The Sandpiper)
- 1963 A fontos személyek (The V.I.P.s)
- 1963 Kleopátra (Cleopatra)
- 1960 Modern kaméliás hölgy (Butterfield 8)
- 1960 Scent of Mystery (nem szerepel a stáblistán)
- 1959 Múlt nyáron, hirtelen (Suddenly, Last Summer)
- 1958 Macska a forró bádogtetőn (Cat on a Hot Tin Roof)
- 1957 Raintree County
- 1956 Óriás (Giant)
- 1954 Amikor utoljára láttam Párizst (The Last Time I Saw Paris)
- 1954 Brummell kapitány (Beau Brummell)
- 1954 Elefántjárat (Elephant Walk)
- 1954 Rapszódia (Rhapsody)
- 1953 The Girl Who Had Everything
- 1952 Ivanhoe
- 1952 Love Is Better Than Ever
- 1951 Quo vadis (nem szerepel a stáblistán)
- 1951 Egy hely a nap alatt (A Place in the Sun)
- 1951 A papa kedvence (Father's Little Dividend)
- 1950 Papa (Father of the Bride)
- 1950 The Big Hangover
- 1949 Összeesküvők (Conspirator)
- 1949 Kisasszonyok (Little Women)
- 1948 Julia Misbehaves
- 1948 Egy randevú Judyval (A Date with Judy)
- 1947 Cynthia
- 1947 Élet apával (Life with Father)
- 1946 Lassie bátorsága (Courage of Lassie)
- 1944 A nagy derbi (National Velvet)
- 1944 Dover fehér sziklái (The White Cliffs of Dover) (nem szerepel a stáblistán)
- 1944 Jane Eyre (nem szerepel a stáblistán)
- 1943 Lassie hazatér (Lassie Come Home)
- 1942 There's One Born Every Minute

## Fontosabb díjak és jelölések

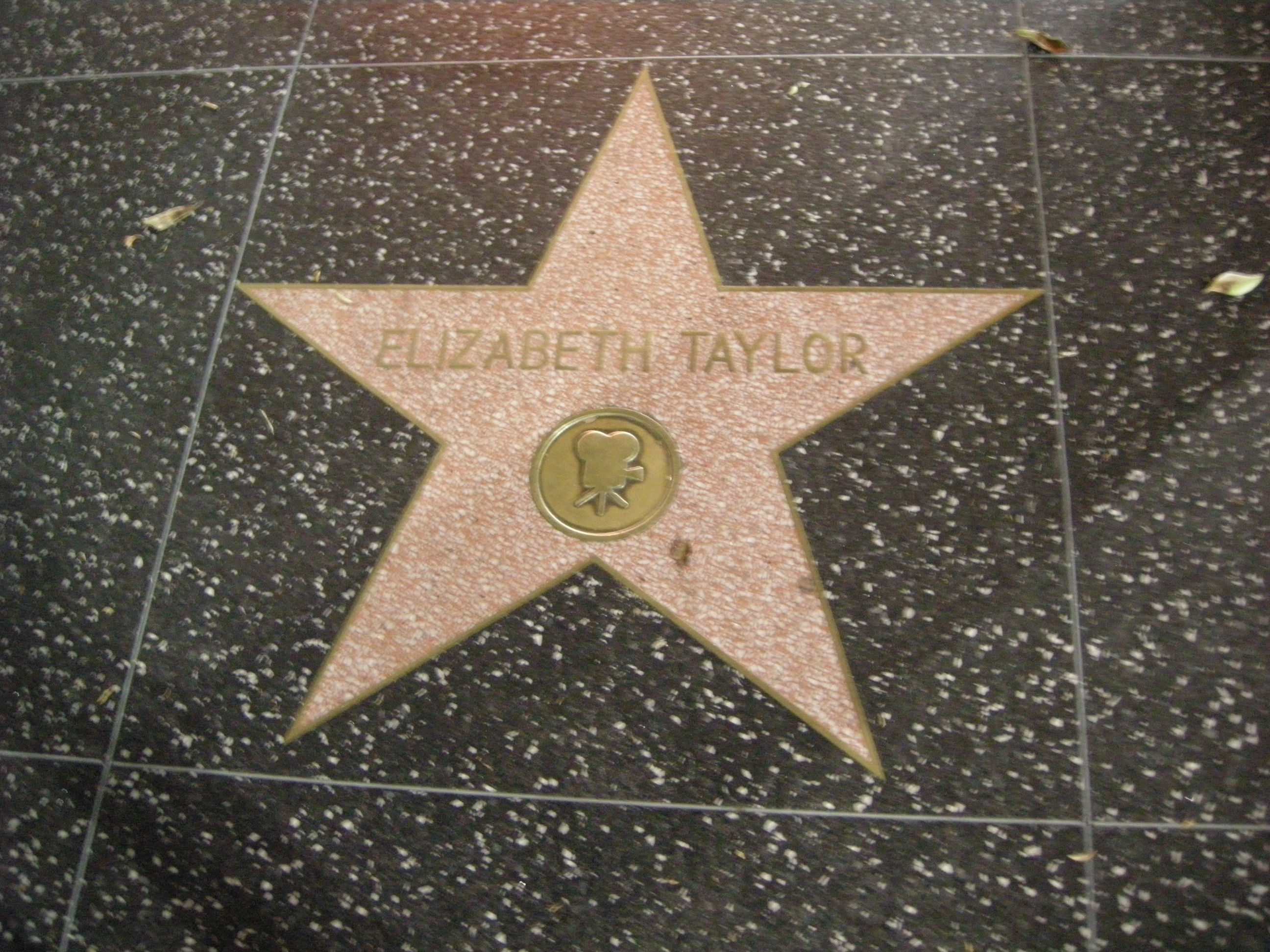
Walk of fame

### Oscar-díj
- 1958 jelölés Esőerdő megye (legjobb színésznő)
- 1959 jelölés Macska a forró bádogtetőn (legjobb színésznő)
- 1960 jelölés Múlt nyáron, hirtelen (legjobb színésznő)
- 1961 díj Modern kaméliás hölgy (legjobb színésznő)
- 1967 díj Nem félünk a farkastól (legjobb színésznő)
- 1993 Jean Hersholt Humanitárius Díj

### Golden Globe-díj
- 1957 Különdíj
- 1960 díj Múlt nyáron, hirtelen (legjobb színésznő – dráma)
- 1961 jelölés Modern kaméliás hölgy (legjobb színésznő – dráma)
- 1966 jelölés Henrietta-díj (legnépszerűbb színésznő)
- 1967 jelölés Nem félünk a farkastól (legjobb színésznő – dráma)
- 1969 jelölés Henrietta-díj (legnépszerűbb színésznő)
- 1974 jelölés Hamvazószerda (legjobb színésznő – dráma)
- 1974 díj Henrietta-díj (legnépszerűbb színésznő)
- 1985 díj Cecil B. DeMille-életműdíj

### Arany Málna díj
- 1995 jelölés A Flintstone család (legrosszabb női mellékszereplő)

### BAFTA-díj
- 1959 jelölés Macska a forró bádogtetőn (legjobb külföldi színésznő)
- 1967 díj Nem félünk a farkastól (legjobb angol színésznő)
- 1968 jelölés A makrancos hölgy (legjobb angol színésznő)
- 1999 Akadémiai tagság

### David di Donatello-díj
- 1972 díj X, Y és Zee (legjobb külföldi színésznő)

### Ezüst Medve díj
- 1972 díj Hammersmith Is Out (legjobb színésznő)

## Magyar nyelvű kötetek
- Elizabeth Taylor: Kövéren, soványan, boldogan; ford. Meller Ágnes, Juhász Erzsébet, Fantó Lilla; Zeneműkiadó, Bp., 1989
- Bradányi Iván: Richard és Elizabeth. Richard Burton és Elizabeth Taylor élete; Tristan, Bp., 1992 (Világsztárok életrajza)
- Donald Spoto: A szenvedély szerelmese. Elizabeth Taylor életrajza; ford. Kiss Marianne; Door, Bp., 1996
- J. Randy Taraborrelli: Elizabeth; ford. Rohonyi Borbála; Athenaeum, Bp., 2007
- Bertrand Meyer-Stabley: Az igazi Elizabeth Taylor; ford. Hajós Katalin; Jószöveg Műhely, Bp., 2011